# ドクターシーラボ
ドクターシーラボ（英: Dr.Ci:Labo）は、JNTLコンシューマーヘルス株式会社が手掛ける基礎化粧品・健康食品・美容機器等のブランド名。2022年10月31日までは日本の化粧品会社の社名でもあった。
「シーラボ」の名称は、本化粧品の開発に主関与したシロノクリニック・Sea（海）・ビタミンC・コラーゲン（Collagen）にちなんでいる。

## 概要
化粧品の中でも「メディカルコスメ」という日本においては比較的新しい市場に属し、「肌トラブルに悩むすべての人々を救う」という経営理念のもと、皮膚の専門家による視点ならではのノウハウをベースに、医学的・美容的見地から、製品の研究開発、ニーズに応える製品戦略、そしてメディカルコスメのさらなる認知度の向上に努めている。 
抗酸化力を有するポリフェノールからヒントを得て開発された「フェニルエチルレゾルシノール」を、国内で初めて配合したブライトニング美容液「スーパーホワイト377」を2009年3月23日にリリース、その成分に注目が集まっている。
ただし、医学的見地というセールスポイントに関しては、必ずしも医学的根拠があるとは限らず、同社が販売している美容機器「DRソニック L・I」について、消費者庁から裏付けとなる合理的な根拠を示す資料の提出を求められ、同社は消費者庁に自社作成の資料を提出したものの合理的な根拠を示すものとは認められず、2012年8月31日、景品表示法に違反する行為（表示を裏付ける合理的根拠が示されず、優良誤認に該当）として行政処分を受けている。

## 主な商品

### スキンケア化粧品
- ベーシックシリーズ ベーシックライン
- ベーシックシリーズ センシティブライン
- ベーシックシリーズ マチュアシリーズ
- アクネレスシリーズ
- フォトホワイトCシリーズ
- スペシャルメディカルコスメ

### メイクアップ
- ベースメイクアップ
- ポイントメイクアップ

### ボディケア
- ベーシックケア
- ボディスリミング
- スペシャルケア
- ヘアケア
- バスタイムケア
- エチケットケア

## 沿革
- 1999年2月 - 株式会社ドクターシーラボを設立。アクアコラーゲンゲルをはじめ、スキンケア化粧品6製品の通信販売を開始。
- 2000年
  - 3月 - 健康食品事業を開始。
  - 12月 - 美容機器事業を開始。
- 2001年
  - 2月 - 会員情報誌「Ci:Lover（シーラバー）」を創刊。
  - 4月 - 埼玉県川口市に配送センターを開設。
  - 5月 - 対面型店舗1号店を名古屋名鉄百貨店にオープン。
  - 11月 - オンラインショップによる販売を開始。
- 2002年2月 - 新ブランド「ジェノマー」発売開始。
- 2003年
  - 3月 - JASDAQ市場に株式上場。
  - 12月 - 新ブランド「ラボラボ」発売開始。
- 2004年
  - 1月 - 香港1号店開店。
  - 5月 - ハワイ1号店開店。
  - 10月 - 大阪営業所開設。日本経済団体連合会入会。
  - 12月 - 台湾1号店開店。
- 2005年
  - 2月 - 東京証券取引所市場第1部に株式上場。
  - 12月 - 北米1号店開店。
- 2006年3月 - 韓国1号店開店。
- 2007年
  - 4月 - 新ブランド「ドクターブラント」発売開始。
  - 8月 - 新サービス「ステップアップ割引」新設。
  - 8月 - ドクターシーラボ公式コミュニティサイト「美的至福」オープン。
  - 12月 - 新サービス「メディカル天気予報」開始。
- 2008年
  - 1月 - マレーシアに1号店をオープン（ディストリビューターによる出店）。
  - 4月 - アクアコラーゲンゲル 販売個数1,000万個突破。
- 2012年8月 - 景品表示法に違反する行為（表示を裏付ける合理的根拠が示されず、優良誤認に該当）として行政処分を受けている。
- 2013年
  - 10月 - 新アクアコラーゲンゲル エンリッチリフトEXを発売。
- 2015年
  - 9月 - ドクターシーラボ分割準備株式会社を設立。
  - 12月1日 - 持株会社体制に移行。株式会社ドクターシーラボ（初代）を株式会社シーズ・ホールディングスに商号変更し、経営管理等を除く事業をドクターシーラボ分割準備株式会社に会社分割。ドクターシーラボ分割準備株式会社は株式会社ドクターシーラボ（2代）に商号変更[5]。
- 2017年
  - 11月 - エステ経営のセドナエンタープライズを買収。
- 2018年
  - 10月 - ジョンソン・エンド・ジョンソンが、シーズ・ホールディングスに対する株式公開買付けを実施すると発表[6]。
- 2019年
  - 1月17日 - ジョンソン・エンド・ジョンソンによる株式公開買付けが成立。シーズ・ホールディングスはジョンソン・エンド・ジョンソンの子会社となる[7]。
  - 4月22日 - 東京証券取引所市場第1部上場廃止。
  - 4月25日 - 株式併合を実施し、ジョンソン・エンド・ジョンソンの完全子会社となる[8]。
- 2020年
  - 6月1日 - シーズ・ホールディングスがドクターシーラボ（2代）を吸収合併し、株式会社ドクターシーラボ（3代）に商号変更[9]。
- 2022年
  - 11月1日 - 子会社の株式会社シーラボ・カスタマー・マーケティングと共にジョンソン・エンド・ジョンソンの社内カンパニーの一つであるコンシューマー カンパニーと統合され、JNTLコンシューマーヘルス株式会社が発足。「ドクターシーラボ」は同社のブランドへ移行された[10]。
- 2023年
  - 5月4日 - ジョンソン・エンド・ジョンソンのコンシューマーヘルス事業が新会社Kenvueとなり、JNTLコンシューマーヘルス株式会社はKenvueの日本法人となる[11]。